# Mounir Benmeddour
Mounir Benmeddour (sinh ngày 8 tháng 5 năm 1988 ở Algiers, Algérie) là một cầu thủ bóng đá người Algérie. Hiện tại anh thi đấu ở vị trí thủ môn of JSM Bejaia ở Ligue deux.

## Thống kê
| Thành tích câu lạc bộ       | Thành tích câu lạc bộ | Thành tích câu lạc bộ | Giải vô địch | Giải vô địch | Cúp                 | Cúp                 | Châu lục      | Châu lục      | Tổng | Tổng |
| --------------------------- | --------------------- | --------------------- | ------------ | ------------ | ------------------- | ------------------- | ------------- | ------------- | ---- | ---- |
| Câu lạc bộ !\| Giải vô địch | Số trận               | Bàn thắng             | Số trận      | Bàn thắng    | Số trận             | Bàn thắng           | Số trận       | Bàn thắng     |      |      |
| Algérie                     | Algérie               | Algérie               | Giải vô địch | Giải vô địch | Cúp bóng đá Algérie | Cúp bóng đá Algérie | Cúp Liên đoàn | Cúp Liên đoàn | Tổng | Tổng |
| 2011–12                     | Olympique de Médéa    | Ligue 2               | 20           | 0            | 3                   | 0                   | -             | -             | 23   | 0    |
| Tổng                        | Algérie               | Algérie               | 16           | 0            | 2                   | 0                   | 0             | 0             | 18   | 0    |
| Tổng cộng sự nghiệp         | Tổng cộng sự nghiệp   | Tổng cộng sự nghiệp   | 8            | 0            | 0                   | 0                   | 0             | 0             | 0    | 0    |